# Liptovská Lúžna
Liptovská Lúžna este o comună slovacă, aflată în districtul Ružomberok din regiunea Žilina, pe malul râului Lúžňanka⁠(d). Localitatea se află la altitudinea de 700 m deasupra n.m., se întinde pe o suprafață de 54,66 km2 și în 2017 număra 2.812 locuitori. Se învecinează cu comuna Liptovská Osada.

## Istoric
Localitatea Liptovská Lúžna este atestată documentar din 1669.

## Demografie
| An:                | 1994 | 2004   | 2014   | 2024   |
| ------------------ | ---- | ------ | ------ | ------ |
| Număr de persoane: | 3066 | 2973   | 2851   | 2701   |
| Diferență:         |      | −3,03% | −4,10% | −5,26% |

| An:                | 2023 | 2024   |
| ------------------ | ---- | ------ |
| Număr de persoane: | 2728 | 2701   |
| Diferență:         |      | −0,98% |